# Reggatta de Blanc (Lied)
Reggatta de Blanc ist eine Komposition von The Police aus dem Jahr 1979 und das Titelstück ihres zweiten Albums. Das Stück gewann den Grammy Award 1981 für die beste Rock-Instrumental-Performance (obwohl er textlosen Gesang enthält).

## Entstehung
Das Lied entstand aus improvisierten Bühnen-Jams während früher Police-Auftritte des Songs Can’t Stand Losing You.
Mike Duquette, ein Kritiker von Ultimate Classic Rock, stufte ihn als 19. größten Song der Police ein und sagte, dass er „die Fähigkeiten der Police als Musiker unterstreicht“.

## Besetzung
- Sting: E-Bass, Gesang
- Andy Summers: E-Gitarre
- Stewart Copeland: Schlagzeug